# Smygehamn
Smygehamn este o localitate din comuna Trelleborg, Skåne, Suedia. Este cea mai sudică așezare din Suedia.

## Demografie
| \| Evoluția demografică a zonei urbane Smygehamn, 1970–2015 \| Evoluția demografică a zonei urbane Smygehamn, 1970–2015 \| Evoluția demografică a zonei urbane Smygehamn, 1970–2015 \| Evoluția demografică a zonei urbane Smygehamn, 1970–2015 \| Evoluția demografică a zonei urbane Smygehamn, 1970–2015 \| \| --------------------------------------------------------------------------------------- \| -------------------------------------------------------- \| -------------------------------------------------------- \| -------------------------------------------------------- \| -------------------------------------------------------- \| \| An \| \| \| Locuitori \| \| \| 1970 \| 1970 \| \| 482 \| 482 \| \| 1975 \| 1975 \| \| 927 \| 927 \| \| 1980 \| 1980 \| \| 1.027 \| 1.027 \| \| 1990 \| 1990 \| \| 1.118 \| 1.118 \| \| 1995 \| 1995 \| \| 1.139 \| 1.139 \| \| 2000 \| 2000 \| \| 1.152 \| 1.152 \| \| 2005 \| 2005 \| \| 1.174 \| 1.174 \| \| 2010 \| 2010 \| \| 1.278 \| 1.278 \| \| 2015 \| 2015 \| \| 1.297 \| 1.297 \| \| Sursa: SCB - Statistika Centralbyrån, Folkmängden per tätort. Vart femte år 1960 - 2016 \| \| \| \| \| |      |  |           |       |
| Evoluția demografică a zonei urbane Smygehamn, 1970–2015 |      |  |           |       |
| An |      |  | Locuitori |       |
| 1970 | 1970 |  | 482       | 482   |
| 1975 | 1975 |  | 927       | 927   |
| 1980 | 1980 |  | 1.027     | 1.027 |
| 1990 | 1990 |  | 1.118     | 1.118 |
| 1995 | 1995 |  | 1.139     | 1.139 |
| 2000 | 2000 |  | 1.152     | 1.152 |
| 2005 | 2005 |  | 1.174     | 1.174 |
| 2010 | 2010 |  | 1.278     | 1.278 |
| 2015 | 2015 |  | 1.297     | 1.297 |
| Sursa: SCB - Statistika Centralbyrån, Folkmängden per tätort. Vart femte år 1960 - 2016 |      |  |           |       |

## Personalități născute aici
- Andreas Isaksson (n. 1981), fotbalist.